# George Wilson (onderneming)
Het bedrijf George Wilson was een Nederlandse aannemer, gasmeterfabriek en een metaalbewerkingsfirma, opgericht in respectievelijk 1878 en 1884, en vanaf 1885 gevestigd te Den Haag.

## Oorsprong
De uitbreiding van de lichtgasfabricage in Nederland in het midden van de 19e eeuw gebeurde aanvankelijk nog in belangrijke mate met behulp van buitenlandse, vooral Britse, technologie en vakkrachten. Een van hen was de geboren Londenaar George Wilson (1840-1917) die in 1872 naar Nederland kwam in dienst van de Britse aannemer John Aird, voor de vernieuwingen en uitbreiding van de Nederlandse vestiging van de Imperial Continental Gas Association. Wilson bleef vanaf 1878 als zelfstandig aannemer van gas- en waterleidingwerken in Nederland werkzaam. In dat kader richtte hij in 1884 een reparatiewerkplaats voor onderdelen zoals gasmeters op. Hij verplaatste dit bedrijf het jaar daarop naar Den Haag, op de Loosduinseweg. De onderneming bestond uit een kleine metaalgieterij en -draaierij, er werden gas- en waterkranen vervaardigd. En met succes, in de jaren 1890 behaalde de onderneming diverse medailles en onderscheidingen op tentoonstellingen in het binnenland (Gouda 1892, Amsterdam 1895 en Gouda 1896). Begin 20ste eeuw was Wilson ook succesvol op buitenlandse tentoonstellingen, zoals te Londen, Brussel en Antwerpen. Naast de fabricage van gasmeters (waaronder vanaf 1894 ook muntmeters) en aanverwante toestellen  bleef het aannemersbedrijf, gespecialiseerd in de aanleg van hoofdleidingen voor gas en water, bestaan. Daarnaast had Wilson een enkele concessie voor een gasfabriek, te Oisterwijk (plaats) (1908-1948).

## Verbreding en groei
Het bedrijf - in 1910 200 werknemers - verbreedde zijn productiepakket met onder meer veiligheidstoestellen (systeem Rutten), gasexhausters en -wastoestellen en afsluiters. In 1916 volgde de omzetting in een nv, met de oprichter als president-directeur en George Wilson jr en broer William als directeuren. Van het maatschappelijk kapitaal van fl. 1 miljoen was de helft geplaatst. De oprichter overleed in 1917, zoon George volgde in 1922, zijn broer William bleef tot aan zijn dood, in 1945, verder alleen directeur. Het familiebedrijf werd weliswaar als zijnde vijandelijk vermogen door de Duitse bezetter tijdelijk onder een Verwalter gesteld. In 1945 trad de derde generatie Wilson, in de persoon van ir. W. Wilson, als directeur aan.

## Groei en neergang
In 1952 werd de afdeling aannemerij opgeheven. Ondertussen was een geheel aluminium gasmeter ontwikkeld waarvoor een eigen aluminiumgieterij werd opgericht. Wilson concentreerde zich op de vervaardiging van dit voor Nederland unieke product waarmee men ook in het buitenland zeer succesvol was. Zo werden in 1959 30.000 van deze meters geleverd aan Argentinië. In 1956 huurde het bedrijf (dat bijna 400 werklieden telde) extra bedrijfsruimte in een gemeentelijke industrieflat aan de Saturnusstraat.  
In 1970 verwierf het Franse Compagnie des Compteurs een meerderheidsbelang, in 1973 volgde sluiting met ontslag voor de 250 overgebleven personeelsleden.